# Émagny
Émagny és un municipi francès situat al departament del Doubs i a la regió de Borgonya - Franc Comtat. L'any 2007 tenia 605 habitants.

## Demografia

### Població
El 2007 la població de fet d'Émagny era de 605 persones. Hi havia 250 famílies de les quals 72 eren unipersonals (32 homes vivint sols i 40 dones vivint soles), 83 parelles sense fills, 87 parelles amb fills i 8 famílies monoparentals amb fills.
La població ha evolucionat segons el següent gràfic:
Habitants censats

### Habitatges
El 2007 hi havia 269 habitatges, 247 eren l'habitatge principal de la família, 9 eren segones residències i 14 estaven desocupats. 196 eren cases i 72 eren apartaments. Dels 247 habitatges principals, 147 estaven ocupats pels seus propietaris, 95 estaven llogats i ocupats pels llogaters i 5 estaven cedits a títol gratuït; 3 tenien una cambra, 15 en tenien dues, 35 en tenien tres, 57 en tenien quatre i 138 en tenien cinc o més. 209 habitatges disposaven pel capbaix d'una plaça de pàrquing. A 108 habitatges hi havia un automòbil i a 119 n'hi havia dos o més.

### Piràmide de població
La piràmide de població per edats i sexe el 2009 era:
| Homes | Edats   | Dones |
| ----- | ------- | ----- |
| 0     | 95 o +  | 0     |
| 0     | 90 a 94 | 0     |
| 4     | 85 a 89 | 4     |
| 8     | 80 a 84 | 4     |
| 8     | 75 a 79 | 12    |
| 16    | 70 a 74 | 24    |
| 4     | 65 a 69 | 8     |
| 16    | 60 a 64 | 8     |
| 8     | 55 a 59 | 12    |
| 20    | 50 a 54 | 16    |
| 24    | 45 a 49 | 0     |
| 36    | 40 a 44 | 48    |
| 20    | 35 a 39 | 24    |
| 20    | 30 a 34 | 20    |
| 12    | 25 a 29 | 16    |
| 12    | 20 a 24 | 4     |
| 24    | 15 a 19 | 36    |
| 8     | 10 a 14 | 32    |
| 20    | 5 a 9   | 20    |
| 20    | 0 a 4   | 4     |

## Economia
El 2007 la població en edat de treballar era de 379 persones, 293 eren actives i 86 eren inactives. De les 293 persones actives 277 estaven ocupades (147 homes i 130 dones) i 16 estaven aturades (4 homes i 12 dones). De les 86 persones inactives 29 estaven jubilades, 31 estaven estudiant i 26 estaven classificades com a «altres inactius».

### Ingressos
El 2009 a Émagny hi havia 239 unitats fiscals que integraven 608 persones, la mediana anual d'ingressos fiscals per persona era de 18.463 €.

### Activitats econòmiques
Dels 31 establiments que hi havia el 2007, 1 era d'una empresa extractiva, 2 d'empreses alimentàries, 3 d'empreses de fabricació d'altres productes industrials, 3 d'empreses de construcció, 7 d'empreses de comerç i reparació d'automòbils, 3 d'empreses d'hostatgeria i restauració, 1 d'una empresa financera, 1 d'una empresa immobiliària, 3 d'empreses de serveis, 6 d'entitats de l'administració pública i 1 d'una empresa classificada com a «altres activitats de serveis».
Dels 7 establiments de servei als particulars que hi havia el 2009, 3 eren tallers de reparació d'automòbils i de material agrícola, 1 paleta, 1 perruqueria i 2 restaurants.
Dels 2 establiments comercials que hi havia el 2009, 1 era una botiga de menys de 120 m² i 1 una fleca.
L'any 2000 a Émagny hi havia 5 explotacions agrícoles.

## Equipaments sanitaris i escolars
El 2009 hi havia 1 farmàcia i 1 ambulància.
El 2009 hi havia 1 escola maternal integrada dins d'un grup escolar amb les comunes properes formant una escola dispersa i 1 escola elemental integrada dins d'un grup escolar amb les comunes properes formant una escola dispersa.

## Poblacions més properes
El següent diagrama mostra les poblacions més properes.